# ロッテルダムダービー
ロッテルダムダービーは、オランダ・南ホラント州・ロッテルダムに本拠地を置くサッカークラブ、フェイエノールト、スパルタ・ロッテルダム、SBVエクセルシオールの対戦のことである。特にそれぞれの対戦のことを指すが、3クラブのクラブ間、選手間、サポーター間の漠然としたライバル意識を指す時にも使用される。

## 概要
ロッテルダムは3つのプロサッカークラブを持つオランダ唯一の都市である。なお、複数のプロクラブを持つオランダの都市は、ロッテルダムの他にはアイントホーフェンしかない。アイントホーフェンにはPSVアイントホーフェンとFCアイントホーフェンの2クラブがあり、両者の対戦はライトシティーダービーと呼ばれるが、PSVアイントホーフェンがエールディヴィジ（1部）優勝回数21回を誇るクラブであるのに対して、FCアイントホーフェンは歴史の大半をエールステ・ディヴィジ（2部）で過ごしているため、実際にダービーが行われることは少ない。近年のロッテルダムダービーは穏やかであり、もはやクラブやサポーターが激しいライバル意識をむき出しにすることはない。

## ロッテルダムのサッカー

### 背景
ロッテルダムは首都アムステルダムに次ぐオランダ第2の都市である。2015-16シーズンはフェイエノールトとSBVエクセルシオールがエールディヴィジ（1部）に所属しており、スパルタ・ロッテルダムがエールステ・ディヴィジ（2部）に所属している。ロッテルダムで最も有名なクラブはフェイエノールトである。フェイエノールトはロッテルダム南部のフェイエノールト地区に位置し、AFCアヤックスやPSVアイントホーフェンとともにオランダの伝統的3強 (traditionele top drie) に数えられる。スパルタ・ロッテルダムは1888年に設立されたオランダ最古のプロサッカークラブであり、ロッテルダム西部のDelfshaven地区近郊のSpangenに位置する。SBVエクセルシオールはロッテルダム東部のKralingen地区に位置し、オランダで初めて労働者階級のクラブとして設立されたクラブのひとつである。

### タイトル
エールディヴィジではフェイエノールトが14度、スパルタ・ロッテルダムが6度優勝しており、オランダで全国リーグが開始された1888-89シーズンにはアマチュアのVVコンコルディアが1度優勝している。SBVエクセルシオールはエールディヴィジで優勝したことがないが、エールステ・ディヴィジで3度優勝している。
| 国内タイトル               | 国内タイトル     | 国内タイトル | 国内タイトル     |
| 大会                       | フェイエノールト | スパルタ     | エクセルシオール |
| -------------------------- | ---------------- | ------------ | ---------------- |
| エールディヴィジ           | 14               | 6            | 0                |
| KNVBカップ                 | 12               | 3            | 0                |
| ヨハン・クライフ・スハール | 2                | 0            | 0                |
| 通算                       | 28               | 9            | 0                |

## それぞれのダービー

### フェイエノールト対スパルタ
ロッテルダムで最も白熱するダービーはフェイエノールトとスパルタによって行われるダービーである。この対戦では数々の名勝負が繰り広げられてきたが、両者のライバル意識は以前ほど凶暴でないとされる。2クラブのライバル意識は主に歴史的なサポーターの階級の違いによるものである。1888年、スパルタは上流階級出身者のみで創設されたが、20年後にフェイエノールト地区に創設されたフェイエノールトはスパルタとは対照的に労働者階級が中心であった。文化や背景の違いは両クラブ間に様々な軋轢を引き起こした。1921年にはフェイエノールトが創立以来初めてオランダ1部リーグに昇格したが、同時にスパルタはオランダ2部リーグに降格した。そのために公式戦でのダービーは行われず、どちらがロッテルダム最高のクラブか決めるために親善試合の開催が企画された。スパルタ・スタジアムで行われた試合は4-2でフェイエノールトが勝利し、それまで不動のものであったスパルタの優位が初めて揺らいだ。1922-23シーズンには公式戦で初となるダービーが行われた。当時、ロッテルダムで最も成功を収めていたクラブはスパルタであり、前年度の親善試合の敗北のリベンジを期したスパルタが2戦とも1-0で勝利した。
直近のダービーは2010年4月に行われ、フェイエノールトが3-0で勝利した。2009-10シーズン終了後にスパルタがエールステ・ディヴィジに降格し、それ以降はダービーが開催されていない。
| 記録             | 記録                 | 記録     | 記録         | 記録   |
| 大会             | フェイエノールト勝利 | 引き分け | スパルタ勝利 | 試合数 |
| ---------------- | -------------------- | -------- | ------------ | ------ |
| エールディヴィジ | 62                   | 23       | 17           | 102    |
| KNVBカップ       | 1                    | 2        | 1            | 4      |
| 通算             | 63                   | 25       | 18           | 106    |

### スパルタ対エクセルシオール
このダービーはタイトル数や近年の成績の観点からフェイエノールトの後塵を拝す2クラブによって行われる。エクセルシオールはロッテルダム東部のKralingen-Crooswijkに拠点を置き、スパルタはエクセルシオールより市中心部よりのSpangenの出身である。両者はその歴史によって明確に区別されている。スパルタは1888年創設でオランダ最古のクラブであり、1900年代から1910年代、1950年代後半から1960年代前半に全盛期を迎えた。エクセルシオールは1902年創設であるが、これまでに主要なタイトルを獲得したことはない。したがって、両者のライバル関係は白熱したものではない。
2010年6月、エールディヴィジ（1部）に在籍していたスパルタとエールステ・ディヴィジ（2部）に在籍していたエクセルシオールはナコンペティティ (nacompetitie) と呼ばれる昇降格プレーオフで対戦した。エクセルシオールはエールステ・ディヴィジで3位に食い込んで昇降格プレーオフに出場できただけにすぎないため、スパルタがプレーオフ勝利の本命と目されていた。しかし、スパルタの本拠地のHet Kasteelで行われたセカンドレグではロスタイムにエクセルシオールが2試合合計で同点となる得点を決め、アウェーゴール差でエクセルシオールがエールディヴィジ昇格を決めた。
| 記録                   | 記録         | 記録     | 記録                 | 記録   |
| 大会                   | スパルタ勝利 | 引き分け | エクセルシオール勝利 | 試合数 |
| ---------------------- | ------------ | -------- | -------------------- | ------ |
| エールディヴィジ       | 15           | 5        | 8                    | 28     |
| エールステ・ディヴィジ | 2            | 1        | 1                    | 4      |
| KNVBカップ             | 1            | 0        | 0                    | 1      |
| 通算                   | 18           | 6        | 9                    | 33     |

### フェイエノールト対エクセルシオール
3者の対戦のうち最も穏やかなのがフェイエノールトとエクセルシオールのダービーである。両者はともに労働者階級に支持されてきた過去を持ち、1979年以来長い間提携を続けており、1996年には契約によって提携を強化した。エクセルシオールはフェイエノールトに選手供給を行うクラブであり、フェイエノールト所属の若手有望選手をレンタル移籍で獲得して経験と練習を積ませている。2009年にはよりいっそうの連携強化で合意し、フェイエノールト・アカデミーと呼ばれるユースアカデミーの統合を手始めとして、両クラブのリザーブチームを合併させた。また、エクセルシオールのトップチームは引き続きフェイエノールトの若手育成クラブとしての役割を担った。両クラブが提携を結んで以来、エクセルシオールのサポーターや選手の間には徐々にフェイエノールトに対してのライバル意識が芽生えていったが、フェイエノールトのサポーターや選手は歯牙にもかけなかった。エクセルシオールのサポーターの大部分はフェイエノールトとの提携に批判的であり、サポータークラブのMichel van der Neut会長は「エクセルシオールは提携の延長と同時に魂を売った。要するにエクセルシオールは生きることを辞めたわけだ」と主張した。これに対し、ダービーでの活躍は近い将来にフェイエノールトに引き抜かれるチャンスであるため、エクセルシオールの選手は「フェイエノールトとの試合は普段以上のモチベーションにつながる」と発言している。2009-10シーズン終了後にエクセルシオールがエールディヴィジに昇格し、2010-11シーズンには再びダービーが実現した。シーズン最初の対戦ではエクセルシオールが3-2で勝利した。
| 記録             | 記録                 | 記録     | 記録                 | 記録   |
| 大会             | フェイエノールト勝利 | 引き分け | エクセルシオール勝利 | 試合数 |
| ---------------- | -------------------- | -------- | -------------------- | ------ |
| エールディヴィジ | 26                   | 1        | 4                    | 31     |
| KNVBカップ       | 0                    | 1        | 1                    | 2      |
| 通算             | 26                   | 2        | 5                    | 33     |